# Bouarfa (Marrocos)
Bouarfa (pronúncia: buarfa; em árabe: بوعرفة; em tifinague: ⴱⵓⵄⴰⵔⴼⴰ) é uma cidade do nordeste de Marrocos, que faz parte da província de Figuigue e da região Oriental. Em 2004 tinha 25 947 habitantes e estimava-se que em 2012 tivesse 31 767.
Situa-se no planalto desértico do Rekkam, a cerca de 110 km a noroeste de Figuigue, 270 km a leste-nordeste de Errachidia e 265 km a sul de Oujda. Na região existem vários oásis.
Durante a Segunda Guerra Mundial existiu um campo de concentração de trabalhos forçados em Bouarfa, um dos piores dos vários que existiram em Marrocos nesse período. Ali foram estiveram presos os estrangeiros considerados indesejáveis, e também muitos judeus. Em 1942 tinha 800 prisioneiros.